# Hypochlorämie
Die Hypochlorämie, auch als Hypochlorämische Alkalose bezeichnet,  ist eine Elektrolytstörung mit einem Mangel an Chloriden im Körper mit Abnahme der Chloridkonzentration im Blut. Der normale Plasmaspiegel liegt bei 95 bis 110 mmol/l.
Ein isolierter Chlormangel ist ungewöhnlich, meist finden sich weitere Auffälligkeiten.

## Ursache
Ein Chloridmangel kann aus verschiedenen Gründen auftreten:
- Exsikkose, infolge starken Erbrechens oder Durchfalls
- Hypoventilation und Respiratorische Azidose
- Metabolische Alkalose, beispielsweise bei der Hyperemesis gravidarum
- Mukoviszidose
- Pylorusstenose oder anderer Form einer Stenose des Magenausgangs
- Urämie
- als Nebenwirkung von Hydrochlorothiazid

## Klinische Erscheinungen
Klinische Kriterien sind:
- vor oder kurz nach der Geburt:
  - Polyhydramnion
  - Fehlen von Mekonium
  - länger anhaltender Neugeborenenikterus
  - Muskelhypotonie und Lethargie
- bei Kindern:
  - rezidivierendes Erbrechen
  - Gedeihstörung
  - Verstopfung
  - wässriger Durchfall
  - Salzgeschmack auf der Haut

## Therapie
Die Behandlung besteht im Elektrolytersatz.